# Rataje (ort i Tjeckien, Mellersta Böhmen)
Rataje är en ort i Tjeckien. Den ligger i regionen Mellersta Böhmen, i den centrala delen av landet, 60 km sydost om huvudstaden Prag. Rataje ligger 449 meter över havet och antalet invånare är 191.
Terrängen runt Rataje är lite kuperad, och sluttar norrut. Runt Rataje är det ganska glesbefolkat, med 31 invånare per kvadratkilometer. Närmaste större samhälle är Vlašim, 5,1 km väster om Rataje. Omgivningarna runt Rataje är en mosaik av jordbruksmark och naturlig växtlighet.